# Aufschnüren
Unter Aufschnüren versteht der Zimmerer das Austragen eines Profils auf
einen Reißboden. Es wird eine zweidimensionale Darstellung des Dachprofils auf einem Bretterboden, dem Reißboden, im Maßstab 1:1 erstellt. Die Bauteile werden angelegt, angerissen und die Markierungen übertragen.
Der Begriff Aufschnüren bezeichnet die Arbeitsweise beim Zeichnen der Linien auf dem Reißboden. Da es sich bei den meisten Bauteilen eines Daches um sehr lange Hölzer handelt (10 m und mehr) wird zum Zeichnen der Linien eine Schlagschnur verwendet.
In einer modernen Zimmerei wird der Reißboden aus Platz- und Zeitmangel nur noch selten und meist für kleinere Bauwerke verwendet. Hier wird überwiegend zeichnerisch im Maßstab 1:10 und zusätzlich rechnerisch oder nur rechnerisch im Abbund gearbeitet, wobei die zeichnerisch oder rechnerisch ermittelten Maße und Winkel mittels Alphawinkel am Holz angerissen (angezeichnet) werden. In neuester Zeit kommt verbreitet Abbundsoftware zum Einsatz und es werden auch vielerorts Abbundmaschinen verwendet.